# Na kraju zločina: New York
Na kraju zločina: New York (v izvirniku angleško CSI: New York) je ameriška dramska kriminalna serija, ki govori o forenzikih. Ustvarja jo televizija CBS, prvič pa je bila predvajana 22. septembra 2004. Serija je bila drugi spin-off Na kraju zločina (posredno) in Na kraju zločina: Miami (neposredno), med katere epizodo so se nekateri liki iz Na kraju zločina: New York prvič pojavili.
Serija je tako tretja v franšizi Na kraju zločina. Kot obe ostali, tudi to v Sloveniji predvaja POP TV. Šesta sezona je na spored prišla v četrtek, 7. aprila 2011, ob 22.40 in se končala v četrtek, 8. septembra 2011. Nova, 7. sezona je na spored prišla v četrtek, 8. decembra 2011 in se je končala v četrtek, 3. maja 2012.

## Igralska zasedba
- Gary Sinise kot Mac Taylor
- Melina Kanakaredes kot Stella Bonasera
- Carmine Giovinazzo kot Danny Messer
- Anna Belknap kot Lindsay Monroe
- Robert Joy kot doktor Sid Hammerback
- A.J. Buckley kot Adam Ross
- Hill Harper kot doktor Sheldon Hawkes
- Eddie Cahill kot Donald »Don« Flack, jr.
- Vanessa Ferlito kot Aiden Burn

## Pomembnejše nagrade in nominacije
- 4 nominacije za emmyja
- 2 nagradi image in 3 nominacije
- 4 nominacije za nagrado golden reel